# Насуада
Насуада (англ. Nasuada) — персонаж тетралогии Кристофера Паолини «Наследие». Является одним из персонажей, от лица которых идёт повествование во 2-й, 3-й и 4-й книгах серии.

## Деятельность
Дочь Предводителя Варденов, Аджихада, после его гибели избирается Королевой варденов. После чего уводит Варденов из Фартхен-Дура в королевство Сурда, которое теперь, помимо экономической помощи варденам, помогает им и при проведении боевых действий против Гальбаторикса. Во второй части много раз встречалась с предводителем страны Сурды — королём Оррином и советовалась с ним по поводу дальнейших планов и некоторых боевый действий. У Оррина, оказывающего Насуаде и её народу всю возможную помощь, некоторое время возникали с предводительницей варденов конфликты. Но вскоре они наладили отношения. В конце битвы на Пылающих равнинах, узнав о том, что Муртаг не погиб, а был заманен в ловушку на сторону Гальбаторикса и что, как выяснилось, Эрагон является его братом, Морзан — отцом Муртага, а Селена их общей матерью, выражает своё сочувствие Эрагону, а про себя решает, что пока не придет время, она не станет говорить народу Сурды, варденам и Оррину о столь близком родстве Эрагона с Муртагом и Морзаном, проклятыми Всадниками.

## Личная информация
Детство она провела в горах со своим отцом. Матери она не помнит, ведь она погибла, когда Насуада была ещё совсем ребенком. Отец вырастил её в строгости, но не обделял заботой и любовью, и дочь выросла горячей, сообразительной и активной. Насуада научилась владеть несколькими видами оружия и была образована в области войны, стратегии и боевых искусств. Даже в конце первой книги, когда всех женщин и детей отослали от места сражения и Насуаду в их числе она, переоделась воином и успешно сражалась. После того, как её отец узнал об этом, он впал в ярость. После его смерти в начале второй книги от рук ургалов, она была очень расстроена, и вскоре после отбытия Эрагона в Эллесмеру сама ушла из Беорских Гор со своим народом в Сурду под защиту своего друга Оррина.

## Развитие образа
Как сказал Паолини в одном из своих интервью, он собирается сделать серьёзные изменения в характере Насуады. Заключительная книга про Насуаду, Эрагона, Сапфиру и прочих героев вышла на русском языке в марте 2012 года.

## Экранизация
В фильме Эрагон роль Насуады испольняет актриса Кэролайн Чикези (англ. Caroline Chikezie).